# General Electric T64

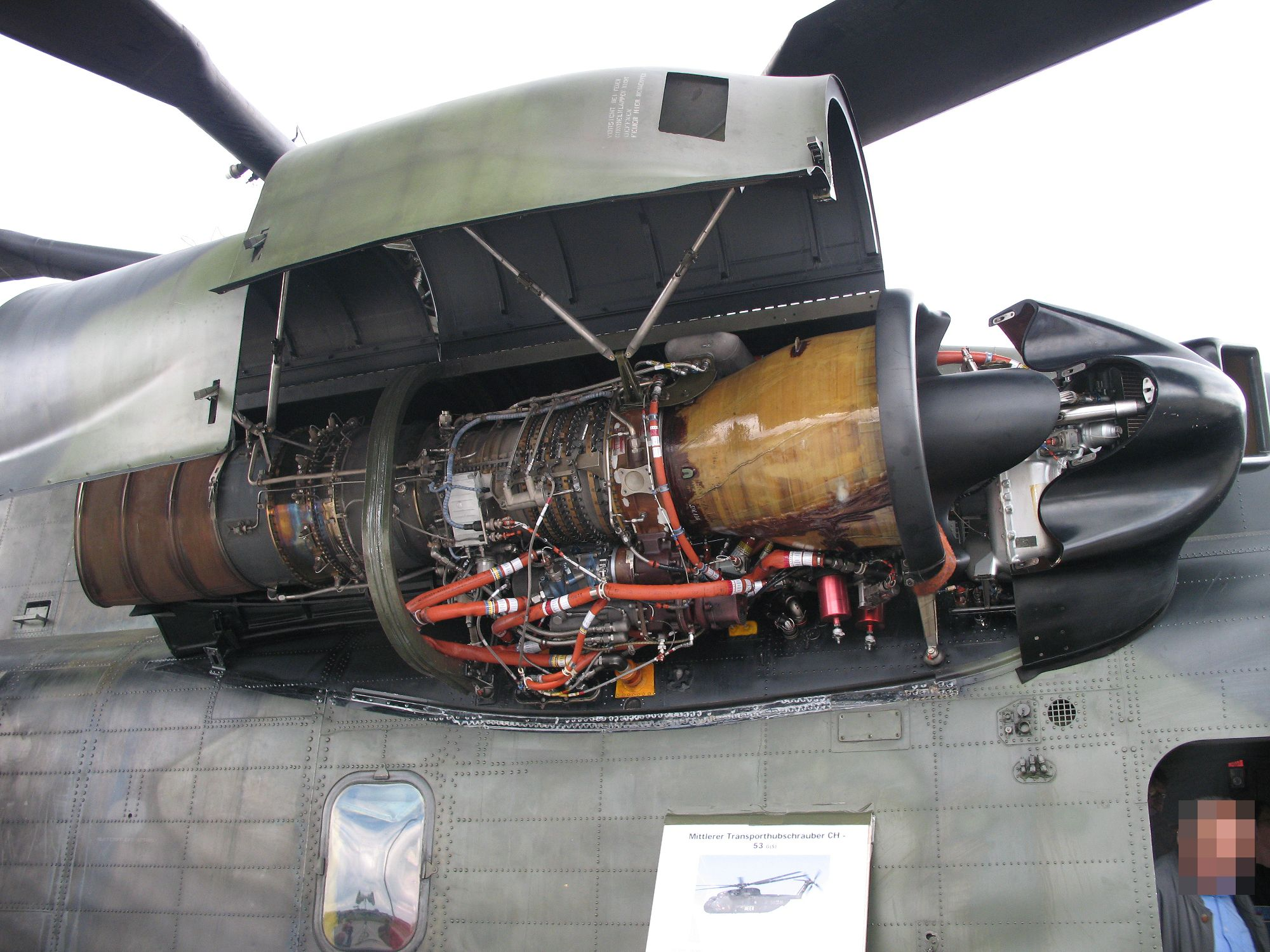
T64-GE-7 als Antrieb eines Sikorsky CH-53G

Das General Electric T64 ist ein Einwellen-Turboproptriebwerk bzw. eine Wellenturbine des US-amerikanischen Herstellers General Electric. Das Triebwerk wurde für das US Navy Bureau of Weapons entwickelt und wird seit den 1960er Jahren in Hubschraubern und Starrflügelflugzeugen eingesetzt. Die zivile Ausführung wird als CT64 bezeichnet.

## Geschichte
Die ersten Flüge mit zwei T64-GE-4 wurden am 22. September 1961 in einer de Havilland DHC-4 Caribou durchgeführt. Die T64-GE-10 wurde dann als Standardtriebwerk für die aus der Caribou entwickelte Nachfolgemuster de Havilland Buffalo gewählt. Vier T64-GE-1 trieben das VTOL-Kippflügel-Flugzeug LTV/Ryan/Hiller XC-142A an, die Varianten T64-GE-1, GE-7 und GE-100 dienen als Antrieb der Sikorsky CH-53-Versionen.

## Versionen
T64-GE-1Wellenturbine ohne Getriebe (Getriebe muss zellenseitig vorhanden sein)
T64-GE-2Wellenturbine mit Untersetzungsgetriebe und Hubschrauber-Triebwerksregler
T64-GE-4Turboprop mit Untersetzungsgetriebe unterhalb der Mittellinie, Propellerbremse
T64-GE-6Wellenturbine ohne Getriebe
T64-GE-7Wellenturbine ohne Getriebe, in Lizenz von MTU hergestellt für Sikorsky CH-53D und CH-53G, aufgrund nicht vollausgeschöpfter Fertigungstoleranzen in der deutschen Produktion lagen die maximalen Istleistungen in der Regel deutlich höher als bei Turbinen aus US-amerikanischer Produktion
T64-GE-8 und GE-10wie GE-4 aber Untersetzungsgetriebe oberhalb der Mittellinie
T64-GE-12
T64-GE-100wie GE-7A mit verbesserter Turbine
T64-GE-413Wellenturbine ohne Getriebe
T64-GE-415Wellenturbine ohne Getriebe, verbesserte Turbinenkühlung
CT64-GE-820Turboprop
T64-P4D bzw. T64/P4DTurboprop

## Einsatz
- Lockheed AH-56
- Aeritalia G.222
- Sikorsky CH-53
- de Havilland Canada DHC-5
- Lockheed P-2
- Ling-Temco-Vought XC-142
- Shin Meiwa PS-1
- Canadair SCS CL-84
- Hughes XV-9

## Technische Daten
| Kenngröße                          | Daten |
| ---------------------------------- | --- |
| Typ                                | Leichtgewicht-Wellenturbine/Turboprop (mit freilaufender Arbeitsturbine) |
| Verdichter                         | 14-stufiger Axialverdichter, Verdichtungsverhältnis 12,6 : 1, Massenfluss: 11,1 kg/s. |
| Brennkammer                        | Ringbrennkammer, 12 Duplex-Einspritzdüsen |
| Gasgenerator-Turbine               | zweistufige Axialturbine |
| Arbeitsturbine                     | zweistufige Axialturbine, vom Gasgenerator mechanisch unabhängige Freilaufturbine |
| Propelleruntersetzungsverhältnis   | 13,44 : 1 |
| Starter                            | Druckluftstarter, mechanisches, elektrisches oder hydraulisches Anlassen ist ebenfalls möglich |
| Breite                             | GE-1/-6: 0,610 m GE-2: 0,635 m GE-4,-8,-10: 0,727 m |
| Länge                              | GE-1/-6: 2,108 m GE-2: 2,310 m GE-4,-8,-10: 2,870 m |
| Höhe                               | GE-1/-2/-6: 0,762 m GE-4: 0,940 m GE-10: 1,168 m |
| Masse (trocken)                    | GE-1: 325 kg GE-2: 403 kg GE-4/-8: 527 kg GE-6: 328 kg GE-10: 529 kg |
| Maximale Leistung (auf Meereshöhe) | GE-1/-6: 2850 WPS bei einer Drehzahl von 13.600 min−1 GE-2: 2810 WPS bei einer Drehzahl von 5200 min−1 GE-4,-8,-10: 2850 WPS bei einer Drehzahl von 1160 min−1 am Getriebeabgang GE-12: 3400 WPS GE-16: 3485 WPS (2600 kW) GE-412: 3695 WPS (2755 kW) GE-413: 3925 WPS (2930 kW) GE-415: 4380 WPS (3265 kW) GE-416: 4380 shp (3266 kW) GE-419: 4750 WPS (3543 kW) GE-423: 3925 WPS (2927 kW) |